# Ciclón Gonu
La tormenta súper ciclónica Gonu o ciclón Gonu es el segundo ciclón tropical más fuerte registrado en el mar Arábigo y también es el ciclón más fuerte en el norte del océano Índico. El segundo ciclón tropical nombrado de la temporada de ciclones en el océano Índico Norte de 2007, Gonu se desarrolló a partir de un área de convección persistente en el mar Arábigo oriental el 1 de junio de 2007. Con un entorno favorable en los niveles superiores y temperaturas de la superficie del mar cálido, se intensificó rápidamente alcanzar vientos máximos de 235 km/h (145 mph) el 4 de junio, según el Departamento Meteorológico de India. Gonu se debilitó después de encontrarse con aire seco y aguas más frías, y temprano el 6 de junio, tocó tierra en el extremo más oriental de Omán, convirtiéndose en el ciclón tropical más fuerte en golpear la península arábiga. Luego giró hacia el norte, en el golfo de Omán, y se disipó el 7 de junio de 2007, después de tocar tierra en el sur de Irán, la primera en el país desde 1898.

## Historia meteorológica
Hacia finales de mayo de 2007, el canal monzónico engendró un área de baja presión en el mar de Arabia oriental. Para el 31 de mayo, una perturbación tropical organizada estaba ubicada a unos 645 km (400 mi) al sur de Mumbai, India, con convección ciclónica o actividad de tormenta eléctrica, y una circulación bien definida de nivel medio. La alteración inicialmente carecía de una circulación distintiva de bajo nivel; en cambio, consistía en una fuerte divergencia a lo largo del extremo occidental de una superficie de baja presión. Un entorno favorable de nivel superior permitió mejorar la convección, y, a fines del 1 de junio, el sistema se desarrolló en la medida en que el Departamento Meteorológico de la India (IMD) lo clasificó como una depresión. Se desplazó hacia el oeste a lo largo de la periferia suroeste de una cresta de nivel medio sobre el sur de la India. La convección continuó organizándose y, a principios del 2 de junio, el Centro Conjunto de Advertencia de Tifones (JTWC, por sus siglas en inglés) clasificó la tormenta como ciclón tropical 02A, a unos 685 km (425 millas) al suroeste de Mumbai.
Al formarse por primera vez, el sistema se enfrentó con el arrastre de aire seco al noroeste de la tormenta, que se esperaba que limitara la intensificación. La tormenta se intensificó de manera constante y, a principios del 2 de junio, el IMD lo actualizó a un estado de depresión profunda. Más tarde en el día, el IMD clasificó el sistema como tormenta ciclónica Gonu a unos 760 km (470 mi) al suroeste de Mumbai, India. A medida que se desarrollaba una vaguada de latitud media sobre Pakistán, Gonu giró hacia el norte y noreste, aunque se reanudó un camino hacia el oeste después de la cresta construida al norte de la tormenta.

## Impacto
Los ciclones tropicales intensos como Gonu son extremadamente raros en el mar Arábigo, y la mayoría de las tormentas en esta área tienden a ser pequeñas y se disipan rápidamente. El ciclón causó 50 muertes y cerca de $ 4,2 mil millones en daños (2007 USD) en Omán, donde el ciclón fue considerado el peor desastre natural del país. Gonu dejó caer fuertes lluvias cerca de la costa este, alcanzando hasta 610 mm (24 pulgadas), lo que causó inundaciones y grandes daños. En Irán, el ciclón causó 28 muertes y $ 216 millones en daños (2007 USD).